# Scara Scoville
Scara Scoville măsoară în unități Scoville (în engleză, Scoville Heat Units- SHU) cât de iute/ de picant este un ardei iute, sau orice alt fel de aliment condimentat în funcție de concentrația de capsaicină. Capsaicina este una dintre numeroasele substanțe chimice denumite generic capsaicinoizi. Scara este numită așa după creatorul său, farmacistul american Wilbur Scoville. Metoda lui, concepută în 1912, este cunoscută ca Testul organoleptic Scoville

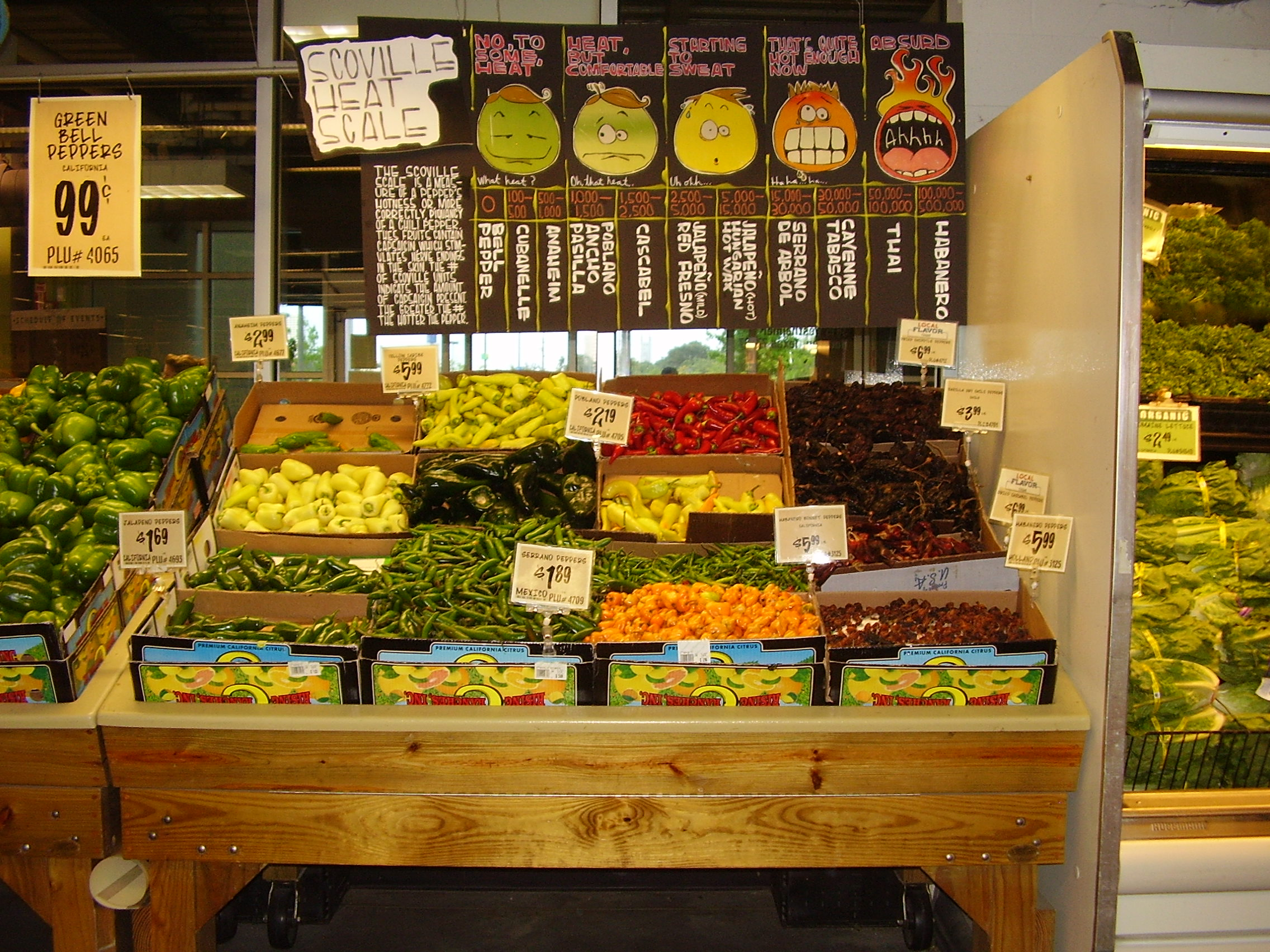
Stand cu ardei iuți în Piața Centrală din Houston, Texas, cu afișarea scării Scoville.

Spre deosebire de metodele bazate pe cromatografie lichidă de înaltă performanță (HPLC), scara Scoville este o metodă de măsurare subiectivă, depinzând de sensibilitatea voluntarilor la capsaicină și deci nu este o metodă precisă de a măsura concentrația de capsaicinoid.

## Testul organoleptic Scoville

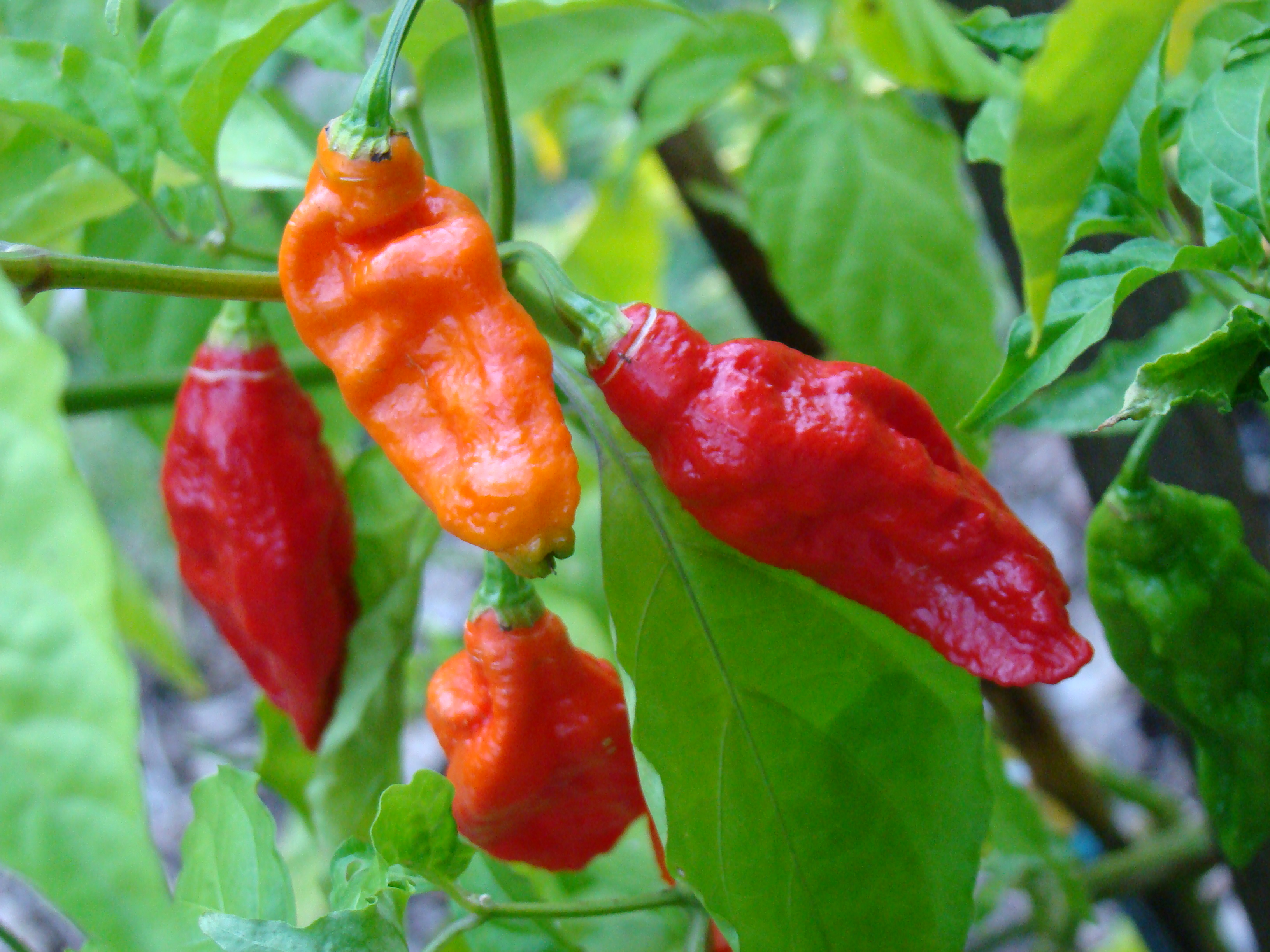
Bhut jolokia (ardeiul fantomă) este evaluat la peste un milion de unități Scoville. Se cultivă în statele indiene nord-estice Assam, Nagaland și Manipur.

După metoda lui Scoville, o cantitate precisă de ardei iute uscat se dizolvă în alcool etilic pentru a extrage compușii cei conferă iuțimea (capsaicinoizii), această soluție fiind mai apoi diluată cu un amestec de apă cu zahăr. Soluțiile finale, fiecare având concentrații diferite de capaicinoizi, sunt oferite unui grup de cinci degustători antrenați, până când o majoritate (cel puțin trei) nu mai poate detecta iuțimea din respectivul amestec. Nivelul iuțimii se va baza pe această soluție, evaluat în multipli de 100 de SHU.
O slăbiciune a Testului organoleptic Scoville este imprecizia lui din cauza subiectivității umane, în funcție de palatul gurii degustătorului și de numărul receptorilor de gust iute din gura acestuia, care variază foarte mult de la o persoană la alta. Un alt punct slab al acestui test este oboseala senzorială: palatul este rapid desensibilizat de către capsaicine după degustarea câtorva mostre într-o perioadă scurtă de timp. Rezultatele variază foarte mult (până la ± 50 %) între centrele de testare.

## Aprecierea unităților Scoville

### Considerații
Deoarece aprecierea unităților Scoville  se face pe unitatea de masă uscată, compararea între produse cu un conținut de apă diferit poate fi înșelătoare.De exemplu, ardeiul iute proaspăt are un conținut de apă de aproximativ 90 %, în timp ce sosul Tabasco are un conținut de apă de 95 %.

Structura farmacoforă a capsaicinei

Ardeii iuți cu cel mai mare grad pe scara Scoville depășesc un milion de unități: printre aceștia se numără speciile de naga jolokia sau bhut jolokia și cultivarul său, "ghost chilli", care nu are statut oficial.

| SHU                 | Numele ardeilor |
| ------------------- | --- |
| 855,000 – 2,200,000 | Komodo Dragon Chili Pepper, Trinidad Moruga Scorpion, Naga Viper pepper, Infinity Chilli, Naga Morich, Bhut jolokia (ghost pepper), Trinidad Scorpion Butch T pepper, Bedfordshire Super Naga, Spanish Naga Chili, Carolina Reaper |
| 350,000 – 580,000   | Red Savina habanero |
| 100,000 – 350,000   | Habanero chili Datil pepper, Rocoto, Madame Jeanette, Peruvian White Habanero, Jamaican hot pepper, Fatalii Wiri Wiri, Bird's eye chili Scotch bonnet (pepper)                                                                     |
| 50,000 – 100,000    | Malagueta pepper, Chiltepin pepper, Piri piri, Pequin pepper, Siling Labuyo, Capsicum Apache |
| 30,000 – 50,000     | Guntur chilli, Cayenne pepper, Ají pepper, Tabasco pepper, Capsicum chinense |
| 10,000 – 30,000     | Byadgi chilli, Serrano pepper, Peter pepper, Chile de árbol, Aleppo pepper, Chungyang Red Pepper, Peperoncino |
| 3,500 – 10,000      | Guajillo pepper, 'Fresno Chili' pepper, Jalapeño, wax (e.g. Hungarian wax pepper) |
| 1,000 – 3,500       | Gochujang, Pasilla pepper, Peppadew, poblano (or ancho), Poblano verde, Rocotillo pepper, Espelette pepper |
| 100 – 1,000         | Banana pepper, Cubanelle, paprika, Pimento |
| 0                   | Bell pepper |

### Compușii organici
| SHU            | Exemple                             |
| -------------- | ----------------------------------- |
| 16,000,000,000 | Resiniferatoxin                     |
| 5,300,000,000  | Tinyatoxin                          |
| 16,000,000     | Capsaicin                           |
| 15,000,000     | Dihydrocapsaicin                    |
| 9,200,000      | Nonivamide                          |
| 9,100,000      | Nordihydrocapsaicin                 |
| 8,600,000      | Homocapsaicin, Homodihydrocapsaicin |
| 160,000        | Shogaol                             |
| 100,000        | Piperine                            |
| 60,000         | Gingerol                            |
| 16,000         | Capsiate                            |

## Unitățile de tărie/iuțeală ASTA
Începând din anii 1980, iuțeala ardeilor a fost mai precis măsurată printr-o metoda care utilizează cromatografia lichidă de înaltă performanță (HPLC). Aceasta identifică și măsoară concentrația de iuțeală produsă de substanțele chimice iuți. Măsurătorile sunt utilizate într-o formulă matematică, în funcție de capacitatea lor de a produce o senzație de căldură. Această metodă dă rezultate, nu în unități Scoville, ci în unități de tărie/iuțeală ASTA (American Spice Trade Association).